# 宜蘭神社
宜蘭神社（ぎらんじんじゃ）は、日本統治時代の台湾台北州宜蘭郡員山庄外員山（現 宜蘭県員山郷外員山）にあった神社である。

## 祭神
社格は県社で、能久親王・大国魂命・大己貴命・少彦名命・天照皇大神を祭神としていた。

## 歴史
1906年（明治39年）6月21日に鎮座式が行われた。1927年（昭和2年）4月18日に県社に列格した。宜蘭神社はもともと宜蘭公園にあり、1919年（大正8年）10月17日に員山庄に遷座した。
戦後、社殿が取り壊され、跡地には宜蘭県忠烈祠が建てられた。

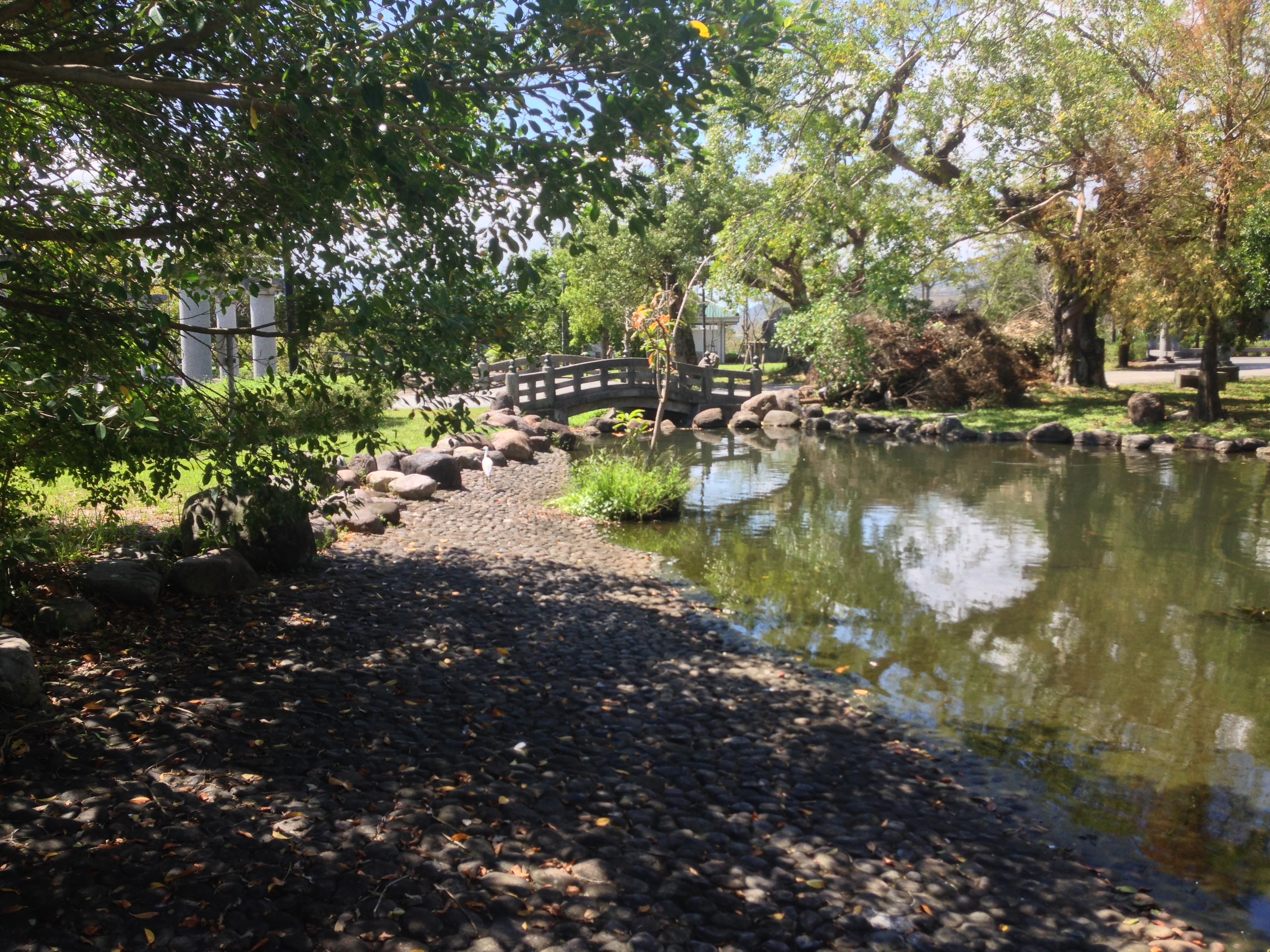
神橋
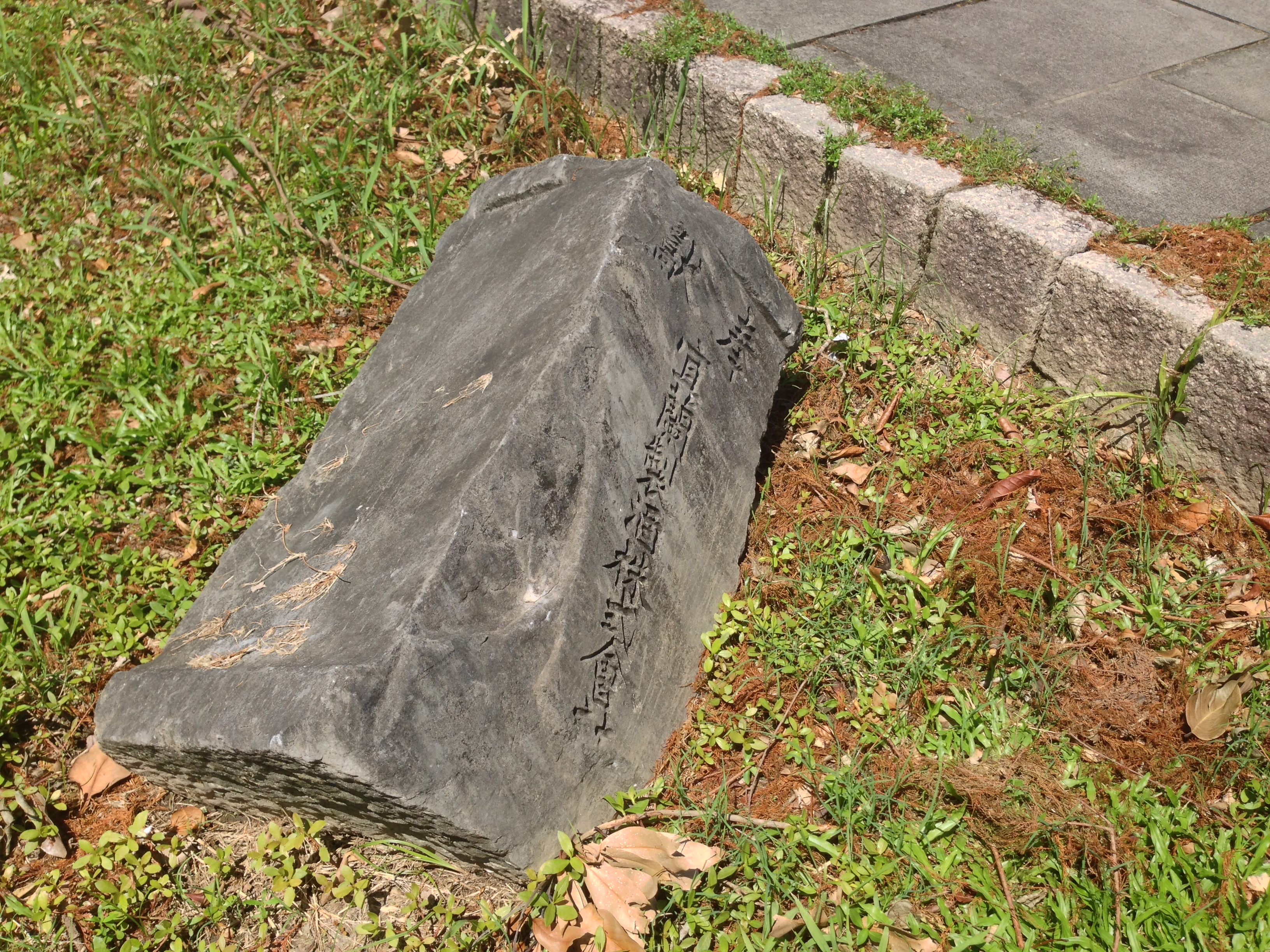
捐款芳名柱
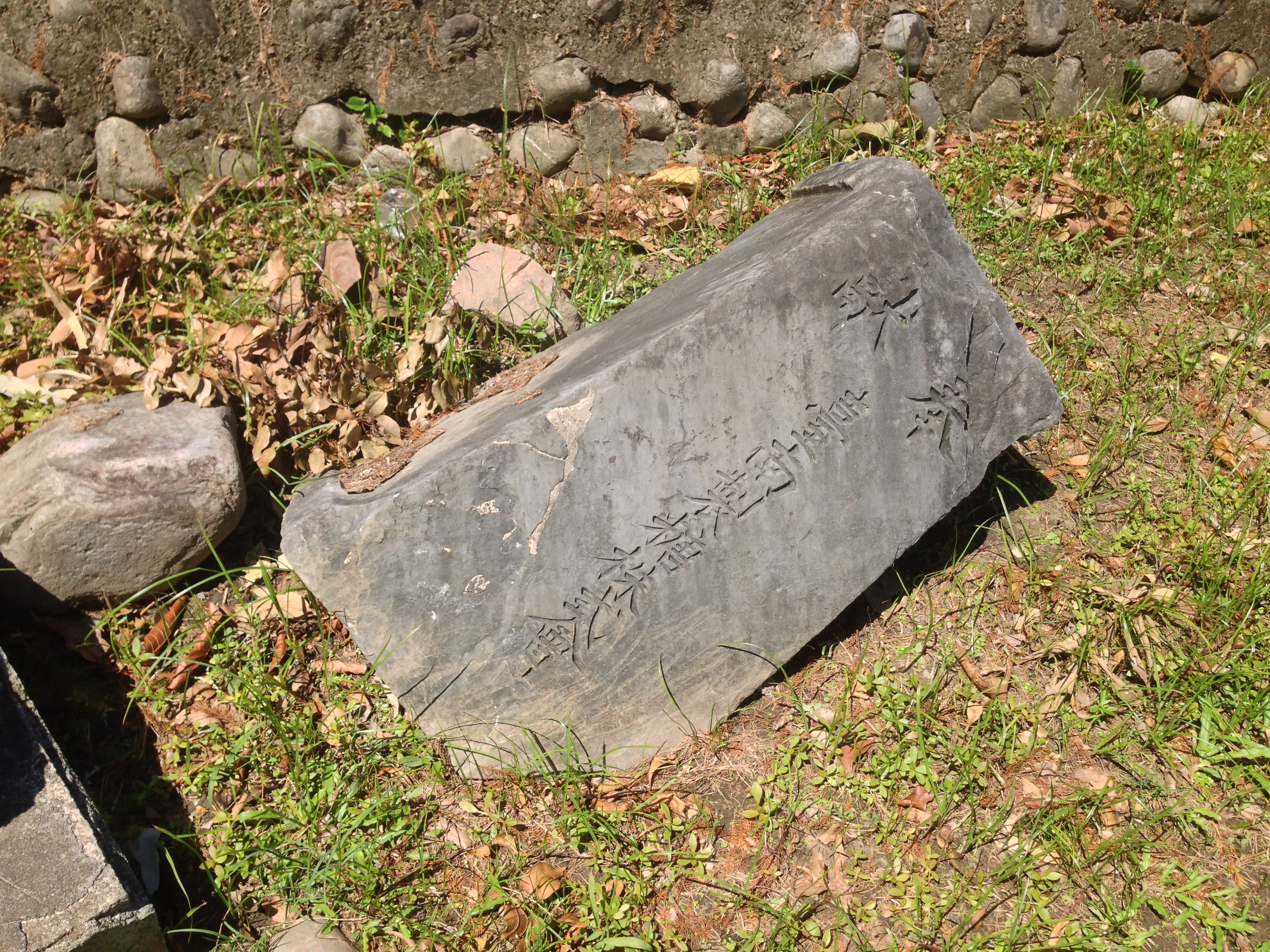
捐款芳名柱
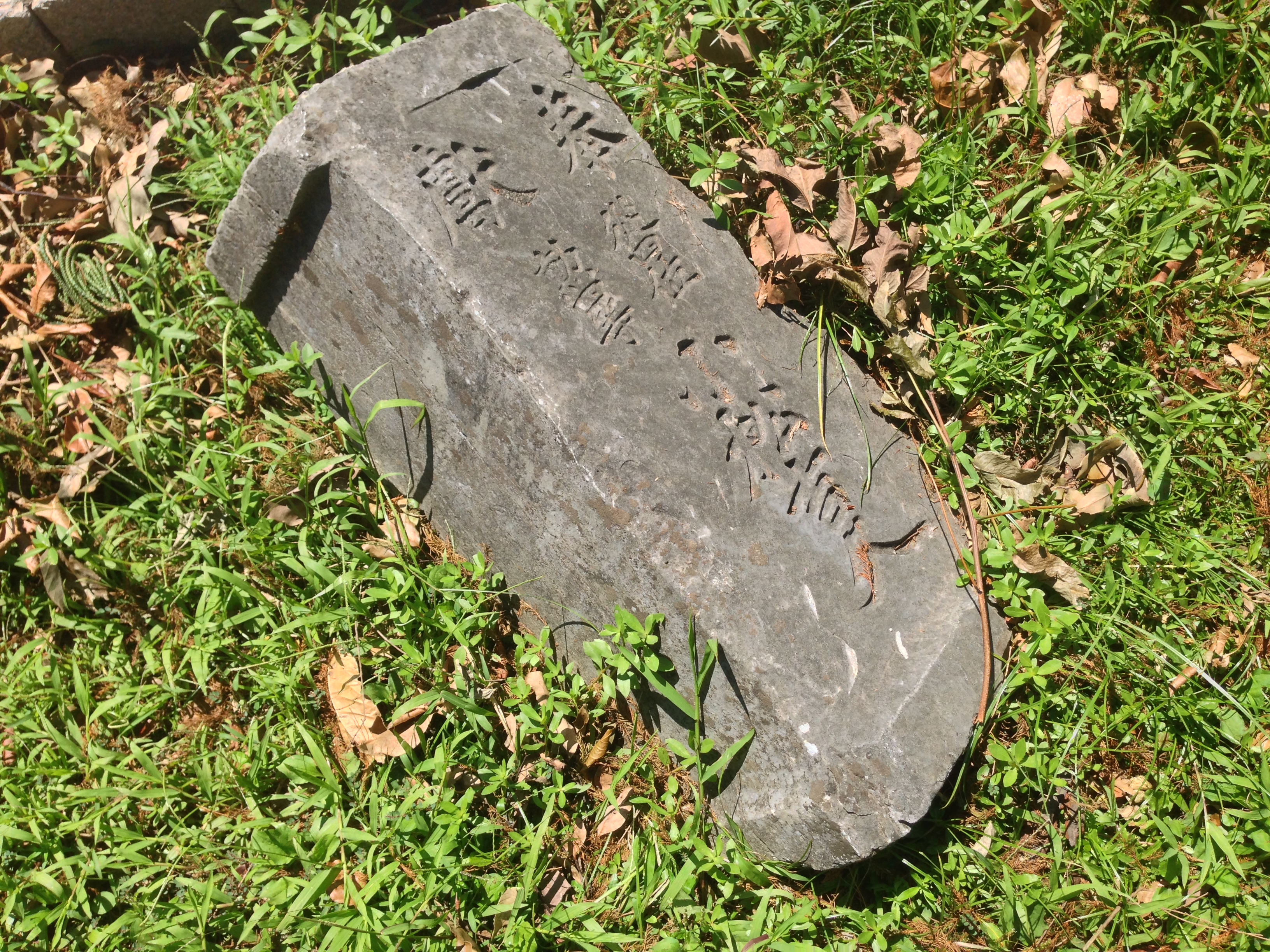
捐款芳名柱